# Unibroue
Unibroue fondata nel 1990, è una distilleria del Québec che produce 18 marchi di birra nel 2005.

## Storia
Alla partenza, era una piccola impresa situata a Chambly in Montérégie. Sarà riacquistata nel 1990 da due uomini di affari, Serge Racine (proprietario di Shermag) ed André Dion.
Nel 1992 l'industria della birra fa appello ad un fabbricante di birra belga per creare una nuova birra. Sarà il punto di partenza di un'importante crescita, poiché i suoi prodotti si iscrivono nella nuova tendenza del Québec di birre. Nell'ottobre 1992, il cantante Robert Charlebois, che apprezza molto il gusto di queste birre, fa una proposta ai proprietari. In cambio di pubblicità fatta in occasione dei suoi spettacoli, i proprietari gli cedono il 20% delle azioni dell'impresa. Secondo le dichiarazioni di Serge Racine, sarà un'intesa vantaggiosa per le due parti.
Nel 1994, quest'impresa esporta la sua produzione verso la Francia e gli Stati Uniti. Dal 1995 al 1996, moltiplica per sei la sua capacità di produzione, che passano a 180.000 ettolitri di birra. Nel 1996, differenzia il suo mercato europeo vendendo la sua produzione in Belgio, in Germania ed in Svizzera..
Il 30 giugno 2004, Sleeman Breweries Ltd. acquista la società. Successivamente, nel 2006, Sleeman ha rivenduto l'industria della birra al gruppo giapponese Sapporo.

## Marche prodotte
- Blanche de Chambly (colore giallo paglia, nata nel 1992, 5% di alcool)
- Maudite (colore ambrato, nata nel 1993, 8% di alcool)
- La Fin du Monde (colore biondo, nata nel 1994, 9% di alcool)
- Raftman (colore ambrato, nata nel 1995, 5,5% di alcool)
- Quelque Chose (colore rosso marrone, nata nel 1995, 8% di alcool)
- Eau Bénite (colore biondo oro, nata nel 1996, 7,7% di alcool)
- 1837 (colore biondo, nata nel 1997, 7% di alcool)
- Trois Pistoles (colore bruna-nera, nata nel 1997, 9% di alcool)
- Don de Dieu (colore biondo con riflesso dorato, nata nel 1998, 9% di alcool)
- La Bolduc (colore rame dorato, nata nel 2000, 5% di alcool)
- Terrible (colore marrone scuro con riflessi caramello, nata nel 2002, 10,5% di alcool)
- Fringante (colore biondo oro, nata nel 2002, 10% di alcool)
- Éphémère Pomme (colore giallo paglia, nata nel 2002, 5,5% di alcool)
- U Blonde (colore biondo oro, nata nel 2005, 5% di alcool)
- Chambly Noire (colore mogano, nata nel 2005, 6,2% di alcool)
- Éphémère Framboise (colore rosa chiaro, nata nel 2005, 5,5% di alcool)
- U Rousse (colore ambrato, nata nel 2005, 5% di alcool)
- U Miel (colore miele, nata nel 2006, 5% di alcool)